# ابراخ
ابراخ (به آلمانی: Ebrach) یک شهر در آلمان است که در بامبرگ واقع شده‌است. ابراخ ۱٬۸۳۹ نفر جمعیت دارد.